# The Parlor Mob
The Parlor Mob ist eine Rockband aus Red Bank im Bundesstaat New Jersey. Die Band wurde im Jahre 2004 als What About Frank? gegründet und trägt seit 2006 ihren heutigen Namen. Die Band steht seit 2007 bei Roadrunner Records unter Vertrag.
Sie hat schon einen Award als beste Live Band bei den Asbury Music Awards bekommen. Unter anderem hat sie auch auf der Vans Warped Tour gespielt.

## Diskografie
- 2004: What About Frank?
- 2008: And You Were a Crow
- 2011: Dogs
- 2015: Cry Wolf
- 2019: Dark Hour